# Lluís III de Wittelsbach
Lluís III de Wittelsbach o de Baviera (9 d'octubre de 1269 - 9 d'octubre de 1296) va ser duc de la Baixa Baviera des 1290-1296 com co-regent amb el seu germans Otó III (V de Baviera) i Esteve I de Wittelsbach o de Baviera.
Lluís va néixer a Landshut, i era fill d'Enric XIII (I de Wittelsbach), duc de Baviera i d'Isabel d'Hongria. Els seus avis materns eren Béla IV d'Hongria i Maria Lascarina.
Quan Enric XIII va morir el febrer de 1290, els seus tres fills va governar junts la Baixa Baviera: Otó III (V), Lluís III, i Esteve I.
Lluís fou conegut per les seves despeses excessives a la cort que va portar a un augment d'impostos. Estava casat amb Isabel, filla de Frederic III, duc de Lorena, però va morir sense fills el 1296.